# NGC 1704
NGC 1704 is een open sterrenhoop in het sterrenbeeld Goudvis. Het hemelobject werd in 1826 ontdekt door de Schotse astronoom James Dunlop.

## Synoniemen
- ESO 56-SC9